# Timariot
Timariot (turško: timarli) je bil v Otomanskem cesarstvu zakupnik zemljiškega posestva – timarja in nestalen konjenik v vojski otomanskega sultana, ki je opravljal vojaško službo v zameno za zakup fevda – timarja. Vojaško službo je opravljal samo v vojnem času, v obdobju miru pa je skrbel za zaupano posestvo. Za orožje in drugo opremo je moral poskrbeti sam, poleg tega pa je moral priskrbeti predpisano število oboroženih spremljevalcev. Za hrano je med vojno skrbela država.
Sistem timarjev oziroma timariotov je Otomanskemu cesarstvu omogočal, da je v kratkem času zbralo veliko armado. Ko se je vojna končala, so se vojaki vrnili na svoje posesti. Sultan je na ta način zmanjšal izdatke za vojsko in si zagotovil, da bo njegova zemlja obdelana. Timarioti so skrbeli tudi za javni red, sodstvo in pobiranje davkov. Lokalni kmetje so bili njihovi podložniki.  
Sistem timarjev je vpeljal sultan Orhan I. (1326-1359) in je bil zelo podoben evropskemu fevdalnemu sistemu. Timarioti so bili pomemben del otomanske armade, predvsem zaradi majhnih stroškov za njihovo vzdrževanje, zato se je sistem obdržal do zgodnjega 19. stoletja (uradno do leta 1834).
V vojnem času so bili timarioti organizirani v polke (turško: alay), katerim so poveljevali alaybegi. Večje enote so bili sandžaki (turško: sançak ali liva), katerim so poveljevali sandžakbegi.  Na vrhu vojaške piramide so bili guvernerji provinc – beglerbegi. V 16. stoletju je provinca lahko zbrala do  nekaj tisoč timariotov, odvisno od njene velikosti. Iz seznama davčnih obveznikov je razvidno, da je bilo leta 1525 v cesarstvu 37.818 timariotov, ki so imeli okrog 50.000 oboroženih spremljevalcev. Glede na to, da so bili razpršeni po celem cesarstvu, je bilo njihovo število na posameznem vojaškem pohodu bistveno manjše.